# ゴルガーン
ゴルガーン（ペルシア語: گرگان; Gorgān [ɡoɾˈɡɒːn] ( 音声ファイル)）はイラン北部の都市。ゴレスターン州の州都。テヘランからおおよそ400kmの位置にある。2005年の推定人口は241,177人である。旧称はアスタラーバード（波: اَستِر آباد Asterābād）。

## 概要
ゴルガーンの東おおよそ150kmにゴレスターン国立公園がある。市内には空港やいくつかの大学がある。ゴルガーン国際空港は2005年9月に開港した。1937年までアスタラーバードと呼ばれた。